# ماركيس (باد كاليه)
ماركيس، باد كاليه (بالفرنسية: Marquise, Pas-de-Calais)‏ هي بلدية تقع في إقليم باد كاليه من منطقة نور با دو كاليه في شمال فرنسا. تبلغ مساحة هذه المدينة 13.46 (كم²)، وترتفع عن سطح البحر 39 م، يبلغ عدد سكانها 5065 نسمة حسب إحصاء المعهد الوطني للإحصاء والدراسات الاقتصادية سنة 2009 م. وترأس Martial Herbert البلدية خلال فترة (2008-2014).